# 薬事法規マーケティング協会
一般社団法人薬事法規マーケティング協会（やくじほうきマーケティングきょうかい、Pharmaceutical Affairs Act Marketing Association）は、日本国内の薬事法（現・医薬品、医療機器等の品質、有効性及び安全性の確保等に関する法律）関連の法規制を遵守した広告の普及に努めることを目的としている。
健康食品や化粧品といった薬事法に関連する分野の広告を、消費者に信頼される内容で健全に運用する企業が増えるよう、企業はもとより広告制作に係る個人の知識とモラルの向上を目的として発足。
市場規模が拡大する「医薬品」「化粧品」「健康食品」の広告活動が持つ健康への影響力と社会的責任を認識し、ビジネス活動の環境整備、改善、向上、消費者からの社会的信頼を得て、それぞれの企業が健全に発展し、市場拡大を中心に情報提供、啓発活動等を行う。

## 概要
2014年7月16日設立。広告作成に関するライター認定制度、企業ウェブサイトの薬事法規適合性チェックシステムなどを運営。認定ライターには認定証を、審査に合格した企業サイトにはGAS（Good Advertising Site）認定マークを発行。代表理事は株式会社ホリスティックミル代表取締役で薬剤師の吉野りかが就任。理事には株式会社薬事法マーケティング事務所代表取締役で薬剤師の渡邉憲和と、株式会社Piクリエーション代表の櫻井かよが就任。アドバイザーには薬剤師の三橋清治を招聘。

## 事業内容
- 薬事法と関連法規を遵守した広告の啓発

広告主及び広告媒体、広告代理店などに対し法律に遵守した広告の重要性の啓発。
審査に合格した企業サイトには「医薬品」「化粧品」「食品」の3つのカテゴリーに分類されたGAS認定マークを発行。
- 情報提供

変化する法律や、業界基準、行政通達など、広告制作に必要な情報提供。表現ワードの使用可否が簡易に検索できるデータベースを無料提供。
- 教育と認定証の発行

実際に広告制作に係る担当者や個人ライターに対し、薬事法、景品表示法などの必要知識の伝達と業界の現状などが学べる場を提供。十分な知識を習得し、試験結果から優良と認められたライターはPAMA認定ライターとして承認。
- ビジネスプラットホームの提供

コンプライアンスを遵守しながらも、クオリティの高い広告制作を希望している企業と、豊富な知識と実績をもつPAMA認定ライターがビジネスパートナーとしての出会いの場となるビジネスプラットホームサイトを提供。
- 消費者啓発

一般消費者に対し、WEBサイトなどの媒体を用いて、GASマークをはじめとする協会の諸活動をPRし、法律を遵守した広告への意識高揚を図り消費者意見の把握に努める。
- 消費者保護の観点に基づいた広告掲載基準の調査・研究

薬事法で規制される商品を取り扱う広告における広告掲載基準についての調査研究を行い、社会的通念として十分な表現データベースを作成。